# Konferensen
Konferensen ist ein schwedischer Slasher-Film von Regisseur Patrik Eklund, der weltweit am 13. Oktober 2023 ins Programm von Netflix aufgenommen wurde. Es handelt sich um eine Filmadaption des gleichnamigen Romans von Mats Strandberg, in der sich eine Gruppe von Arbeitskollegen in einem abgelegenen Hotel mit einem maskierten Killer konfrontiert sieht.

## Handlung
Eine Gruppe von Arbeitskollegen reist ins schwedische Hinterland, um am Spatenstich eines von ihnen geplanten Einkaufszentrums in der beschaulichen Gemeinde Kolarängen teilzunehmen. In einem abgelegenen Hotel stehen nicht nur letzte Absprachen, sondern auch ein gemeinsames Teambildung in einem Hochseilgarten auf der Tagesordnung. Die Gruppe ist über das geplanten Einkaufszentrum zerworfen, geht der Bau doch mit Enteignungen der dort ansässigen Höfe und weiteren Umweltbedenken einher. Die erst kürzlich in das Unternehmen zurückgekehrte Lina kann sich nicht daran erinnern, den unethischen Vertrag ohne Kompensationszahlung für die enteigneten Bauern unterschrieben zu haben. Jonas, der maßgeblich an der Planung des Einkaufszentrums beteiligt war, führt dies auf ihren Stress zurück.
Während die anderen Kollegen am Teambuilding teilnehmen, nutzt Lina ihre Höhenangst als Ausrede, um die Hütte von Jonas zu durchsuchen. Auf seinem Laptop finden sie Dokumente, die belegen, dass das Einkaufszentrum in der Region nicht rentabel ist und Jonas längs einen neuen Job angenommen hat. Gleichzeitig erscheint ein maskierter Mann auf der Bildfläche, der nacheinander die einzelnen Hotelmitarbeiter umbringt. Als sich die Arbeitskollegen am Abend über die Abwesenheit des Personals wundern, fallen auch Kaj und die Teamleiterin Ingela dem Unbekannten zum Opfer. Die restlichen Kollegen erkennen die Bedrohung, fliehen in den Wald oder verbarrikadieren sich in ihren Hütten.
Lina und Jonas können dem maskierten Mörder auf einem Floß entkommen, wo sie ihn mit ihren Entdeckungen konfrontiert. Jonas kann sie zur Herausgabe der belastenden Beweise überreden, ehe er Lina vom Floß stößt und selbst die Flucht antritt. Die restlichen Arbeitskollegen beschließen, die Seilrutsche über den See nutzen und so Hilfe holen zu wollen, doch der maskierte Mörder hat die Landeplattform mit Speerspießen präpariert. Auf der Suche nach einer Erklärung für die Geschehnisse erkennen die Überlebenden schon bald, dass es sich bei dem Unbekannten um den Sohn des Bauern handelt, der von ihrem Unternehmen enteignet wurde und daraufhin Suizid beging.
Die Überlebenden stellen sich dem Sohn Sotis mit vereinten Kräften und können ihn schließlich enthaupten. Die fliehende Lina wird ein weiteres Mal von Jonas angegriffen, kann ihn aber überwältigen und schwer verletzen.

## Produktion
Die Slasherkomödie Konferensen basiert auf dem gleichnamigen, im Jahr 2021 veröffentlichten Roman des schwedischen Schriftstellers Mats Strandberg, der zu den erfolgreichsten Horrorautoren Skandinaviens zählt. Das Drehbuch wurde von Thomas Moldestad adaptiert, während Patrik Eklund die Regie übernahm und Strandberg als Executive Producer tätig war. Bei der Anfang 2023 angekündigten Filmadaption handelt es sich um eine Co-Produktion zwischen Netflix und der schwedischen Produktionsfirma SF Studios, die zuvor bereits bei den Filmen Red Dot (2021), Liebe für Erwachsene (2022) und Ehrengard: Die Geschichte einer Verführung (2023) zusammengearbeitet hatten.
Als Hauptdarsteller wurden Katia Winter, Adam Lundgren und Eva Melander verpflichtet. Die Dreharbeiten mit Kameramann Simon Rudholm erfolgten im Januar 2023 rund um Stockholm.
Ein Trailer zum Film wurde am 15. September 2023 veröffentlicht, ehe Konferensen weltweit am 13. Oktober 2023 ins Programm von Netflix aufgenommen wurde.

## Synchronisation
Die deutschsprachige Synchronisation entstand nach einem Dialogbuch von Barbara Bayer-Schur und unter der Dialogregie von Juana von Jascheroff bei Iyuno Germany.
| Rolle    | Darsteller            | Synchronsprecher          |
| -------- | --------------------- | ------------------------- |
| Lina     | Katia Winter          | Giuliana Jakobeit         |
| Jonas    | Adam Lundgren         | Constantin von Jascheroff |
| Eva      | Eva Melander          | Daniela Hoffmann          |
| Torbjörn | Claes Hartelius       | Reinhard Scheunemann      |
| Nadja    | Bahar Pars            | Elisa Bannat              |
| Anette   | Cecilia Nilsson       | Gabriele Schramm-Philipp  |
| Amir     | Amed Bozan            | Lucas Wecker              |
| Ingela   | Maria Sid             | Almut Zydra               |
| Kaj      | Christoffer Nordenrot | Henning Nöhren            |
| Cleo     | Marie Agerhäll        | Julie Bonas               |
| Jenny    | Lola Zackow           | Victoria Frenz            |
| Roger    | Martin Lagos          | Alexander Gaida           |
| Karl     | Jimmy Lindström       | Dirc Simpson              |

## Kritiken
Konferensen konnte 74 % der 19 bei Rotten Tomatoes gelisteten Kritiker überzeugen und erhielt dabei eine durchschnittliche Bewertung von 5,9 von 10 Punkten.
Zu einem positiven Urteil gelangt Brian Tallerico von RogerEbert.com, für den Konferensen insbesondere durch sein Erzähltempo überzeuge, das keine Zeit mit unnötigen Dialogen verschwende oder sich nur langsam an die Spannung heranarbeite. Stattdessen widme sich Regisseur Patrik Eklund schnell den Slasher-Elementen und finde clevere Methoden, um die idiotischen Figuren nacheinander zur Strecke zu bringen. Das Drehbuch von Thomas Moldestad achte dabei darauf, die einzelnen Mitarbeiter ausreichend divers darzustellen, und sei in ihrer Darstellung als unfähige Kapitalisten clever. Konferensen sei zwar nicht der erste Film, der Arbeitsplatzkomödie und Horror miteinander verbindet, doch trotz Ähnlichkeiten zur Serie Severance gelinge der Stilmix.
Auch John Serba vom Decider bezeichnet Konferensen in seiner Filmkritik als amüsante Kombination aus Arbeitsplatzkomödie und Slasher, dessen Hommagen an Freitag der 13. offensichtlich seien. Regisseur Patrik Eklund etabliere dabei schnell sowohl sympathische als auch unsympathische Figuren, unter denen insbesondere der von Adam Lundgren verkörperte Jonas hervorsteche, und vernichte sie dann auf eine kreative und blutige Art mit einigen zufriedenstellenden Toden. Dabei werde neben den Tötungsszenen auch dem satirischen Kommentar einige Aufmerksamkeit geschenkt ohne besonders aufschlussreich oder übermäßig witzig zu sein, doch Konferensen sei in seinem Ton und seiner Absicht konsistent und mache Lust auf mehr.
Kritischer zeigt sich Oliver Armknecht von Film-Rezensionen.de, für den Konferensen immer mal wieder ganz unterhaltsam sein könne, aber nicht wirklich originell sei. So setze der Horrorfilm auf das altbekannte Setting eines abgelegenen Ortes, an dem es zu einem Massaker komme und in bester Slasher-Tradition die Zahl der Überlebenden immer weiter verringert werde. Regisseur Patrik Eklund nutze dabei Humor, wenn sich überzeichnete Charaktere in Streitereien irgendetwas an den Kopf werfen oder in Tötungsszenen die verschiedensten Waffen nutzen würden. Wirklich Spannung komme dabei allerdings nicht auf, da einem die porträtierten Figuren zu egal wären, doch für seine anderthalbstündige Laufzeit sei Konferensen noch solide genug umgesetzt.